# جورج فولمر
جورج فولمر (انگلیسی: George Follmer؛ زادهٔ ۲۷ ژانویهٔ ۱۹۳۴ در فینیکس، آریزونا) رانندهٔ سابق مسابقات اتومبیل‌رانی اهل ایالات متحده آمریکا است که در فصل ۱۹۷۳ در مجموع در سیزده گراند پری از مسابقات جهانی فرمول یک شرکت کرد.
او در طول دوران فعالیت خود در فرمول یک تنها ۱ بار بر روی سکو رفت و ۵ امتیاز را نیز به نام خود به‌ثبت رساند.